# تل قصر بهرام سورمق
تل قصر بهرام گور سورمق مربوط به دوره ساسانیان است و در شهرستان آباده، شهر سورمق واقع شده و این اثر در تاریخ ۱۲ بهمن ۱۳۸۱ با شمارهٔ ثبت ۷۱۶۸ به‌عنوان یکی از آثار ملی ایران به ثبت رسیده است.
با تاسیس شهرداری سورمق در سال ۱۳۸۴، و کوشش شهردار آن‌زمان، مهندس سید جمال تربتی(بنیانگذار شهرداری سورمق و نخستین شهردار) اقداماتی قابل توجه برای مرمت،بهسازی و نگهداری این بنا انجام شد. اما اکنون این اثر همانند بسیاری از آثار و ابنیه تاریخی مورد بی‌مهری قرار گرفته است.